# Trudovik

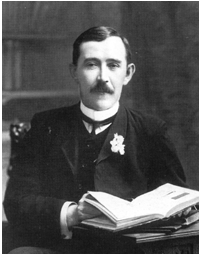
Aleksej Aladjin.

Trudoviker (av ryska trud, arbete, möda) var ett politiskt parti i Ryska imperiet, som till ett antal av omkring 80, huvudsakligen bönder, läkare, lärare och advokater, bildades i den första duman av Aleksej Aladjin, Anikin, Zjilkin, Bondarev, Sjaposjnikov och Onitsko. från år 1912 leddes partiet av Aleksandr Kerenskij.
Partiet stod till vänster om Kadettpartiet och ivrade för agrariska reformer samt höjande av det kroppsarbetande och intelligenta proletariatets ställning genom allmän rösträtt. Efter deltagande i förhandlingarna i Viborg häktades flera av gruppens ledare. På ett möte i Imatra i oktober 1906 utvidgades partiets program, och en centralkommitté tillsattes med 32 filialer i Ryssland, vilka utövade livlig folkupplysningsverksamhet. I den andra duman räknade partiet 55 ledamot samt 34 anhängare av bondeförbundet, och på en kongress i Terijoki den 17 februari 1907 beslutades, att partiet skulle gå samman med bondeförbundet.